# Cellule gangliari retiniche
Le cellule gangliari (o multipolari) retiniche appartengono allo strato delle cellule multipolari della retina.
Gli assoni delle cellule gangliari retiniche entrano nello strato delle fibre nervose della retina (posto internamente al gangliare) ed attraverso questo vanno a formare, in corrispondenza della papilla ottica, il nervo ottico.
I loro dendriti entrano invece in sinapsi con le cellule amacrine e con le cellule bipolari dello strato plessiforme interno, situato esternamente, ed attraverso il quale ricevono informazioni visive raccolte dalle cellule recettoriali della retina (cellule dei coni e bastoncelli).
Trasmettono le informazioni sulla presenza di luce al nucleo soprachiasmatico per la regolazione del ritmo circadiano